# Wilhelm Holtmann (Geistlicher, 1927)
Wilhelm Holtmann (* 28. August 1927 in Mülheim an der Ruhr; † 13. Juli 2019 in Darmstadt) war ein deutscher evangelisch-reformierter Pfarrer und Theologe.
Holtmann wurde 1959 an der Georg-August-Universität Göttingen zum Dr. theol. promoviert. 1960 wurde er Hilfsprediger in Trier. Von 1962 bis 1975 arbeitete er als Pfarrer in Hausen im Hunsrück, anschließend bis 1992 als Schulreferent des Kirchenkreises Trier. Seinen Ruhestand verlebte er in Darmstadt.
Von 1971 bis 2001 war Holtmann Lehrbeauftragter am Institut für Evangelische Theologie der Universität Koblenz-Landau. Ab 2002 lehrte er als Honorarprofessor an der Universität Trier. Er verfasste zahlreiche Veröffentlichungen zur Geschichte des Reformiertentums in Deutschland und gehörte zum Herausgeberkreis der Reformierten Kirchenzeitung sowie der Gesamtausgabe der Refomierten Bekenntnisschriften. Von 1968 bis 1992 gehörte er der Landessynode der Evangelischen Kirche im Rheinland an.
Holtmann gründete 1992 die Caspar-Olevian-Gesellschaft und stand ihr bis 2007 als Präsident vor. Bei seinem Ausscheiden wurde er mit dem Caspar-Olevian-Preis ausgezeichnet.

## Schriften (Auswahl)
- Die pfälzische Irenik im Zeitalter der Gegenreformation. Diss. Göttingen 1960.
- Caspar Olevian – 1536 bis 1587 – ein evangelisch-reformierter Theologe aus Trier.	Rheinland Verlag, Köln 1989.
- Recht und Vollmacht einer nach Gottes Wort reformierten Gemeinde. Ein Beitrag zu einem ökumenischen Gespräch über den „Consensus fidelium“. Katholische Akademie, Schwerte 1990.

Als Herausgeber:
- (mit Gunther Franz, Horst Mühleisen:) Caspar Olevian 1536–1587. Evangelisch-reformierter Theologe aus Trier. Katalog einer Ausstellung der Stadtbibliothek Trier (= Ausstellungskataloge Trierer Bibliothekn Nr. 14).
- (mit Gunther Franz, J. F. Gerhard Goeters:) Olevian, Caspar: Der Gnadenbund Gottes 1590. Faksimile-Edition mit einem Kommentar. Rheinland Verlag, Köln 1994.